# .30 Carbine
Die Patrone .30 Carbine ist eine Patrone, die für den Karabiner M1 entwickelt wurde. Sie war von 1942 bis zum Vietnamkrieg Ordonnanzmunition der United States Army.

## Bezeichnung
Im deutschen Nationalen Waffenregister (NWR) wird die Patrone unter Katalognummer 55 unter folgenden Bezeichnungen geführt (gebräuchliche Bezeichnungen in Fettdruck)
- .30 Carbine (Hauptbezeichnung)
- .30 Carbine M1
- .30 M1
- .30 M1 Carbine
- .30 Short Rifle M1
- .30 US Carbine
- 7,62 K (M1 Carbine)
- 7,62 mm K Mle 1950
- 7,62 mm Model 50
- 7,62 mm kurz
- 7,62 short
- 7,62 x 33 Carbine

## Geschichte
Mit der Entwicklung des im September 1941 von der US-Army in Dienst gestellten M1 Carbine wurde auch die Patrone .30 Carbine von der Firma Winchester Repeating Arms Company neu entwickelt. Sie entstand aus der Patrone .32 Winchester SL (self loading), die im Selbstladegewehr Winchester Mod. 05 verschossen wurde und nicht wie irrtümlich oft behauptet wird aus einer .30-Revolverpatrone. Ziel der Entwicklung war die Bereitstellung einer Munition für einen leichten Karabiner, mit dem vor allem Soldaten rückwärtiger Dienste oder Fallschirmjäger ausgerüstet werden sollten. Im Vergleich dazu war die vorhandene Gewehrpatrone im Kaliber .30-06 Springfield deutlich stärker, die verwendeten Waffen aber auch recht schwer. Die verfügbaren Maschinenpistolen im Kaliber .45 ACP hingegen hatten eine zu geringe Reichweite und Präzision. Die .30 Carbine bot sich somit als Kompromisslösung an.
Vorgesehen war der Einsatz bis etwa 300 Yards. Mit der Ausgabe des M1-Karabiners an Panzer-, Artillerie- oder MG-Mannschaften, die oft auch im Frontbereich operierten, erwies sich diese Reichweite meist auch als ausreichend. In diesem Sinne kann sie als frühe Kurzpatrone angesehen werden. Mit ihr deutete sich die Ablösung der leistungsstarken Gewehrpatronen aus der Ära der Repetiergewehre an, die in Schützenwaffen an sich überdimensioniert waren. Hauptkritikpunkt der Munition, die während des Zweiten Weltkrieges und des Koreakrieges in den 1950er-Jahren auf allen Schauplätzen eingesetzt wurde, blieb ihre geringe Mannstoppwirkung, insbesondere in Gefechten auf kürzere Distanzen. Vorteile wie der schwache Rückstoß und die Führigkeit des M1 wogen das letztlich nicht auf, worauf die Waffe samt Munition gegen Mitte der 1960er-Jahre ausgemustert wurde.
Die Patrone hat aufgrund ihrer Geschichte nicht nur historische Bedeutung, sondern sie wird auch noch heute bei verschiedenen Wettbewerben mit Ordonnanzwaffen mit dem Karabiner .30 M1 Carbine eingesetzt. Entsprechende Schießdisziplinen auf 25 m, 50 m und 100 m finden sich unter anderem bei den Schießsportverbänden „Bund der Militär- und Polizeischützen“ (BDMP), dem „Bund Deutscher Sportschützen“ (BDS) und der „Deutschen Schießsport Union“ (DSU).

## Waffenverwendung
Die Patrone „.30 Carbine“ wurde für die Verwendung in den Karabinern der Serie M1 .30 Carbine konstruiert. Darunter fallen auch die Waffen des Typs M1A1 und M2.
Nach dem Ende des Zweiten Weltkriegs wurden wegen der großen Mengen in Umlauf befindlicher Surplus-Munition, hauptsächlich in den USA, auch Experimente zum Einsatz der Munition in Faustfeuerwaffen unternommen.
Es wurden verschiedene Revolvermodelle, aber auch Kipplauf- und Selbstladepistolen dafür aptiert (z. B. Ruger Black-Hawk, Thompson-Contender) oder sogar eigens entworfen (AMT Automag).

## Andere Bezeichnungen
- Cartridge, Ball, .30 Caliber, M1
- .30 US Carbine
- 7,62 × 33 mm

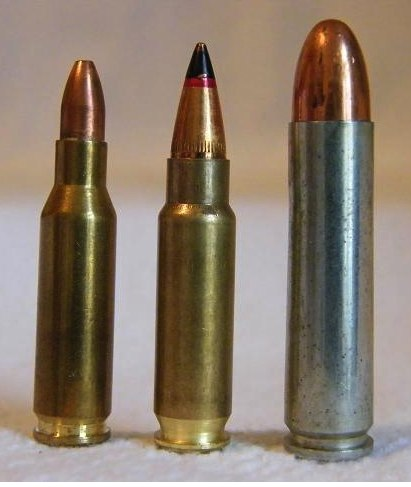
4,6 × 30 mm, 5,7 × 28 mm, .30 M1 Carbine im Vergleich
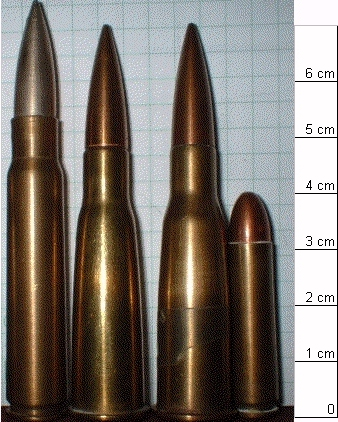
v. l. n. r.: 7,92 × 57 mm, 2 × 8 × 50 mm R Lebel, .30 Carbine im Vergleich
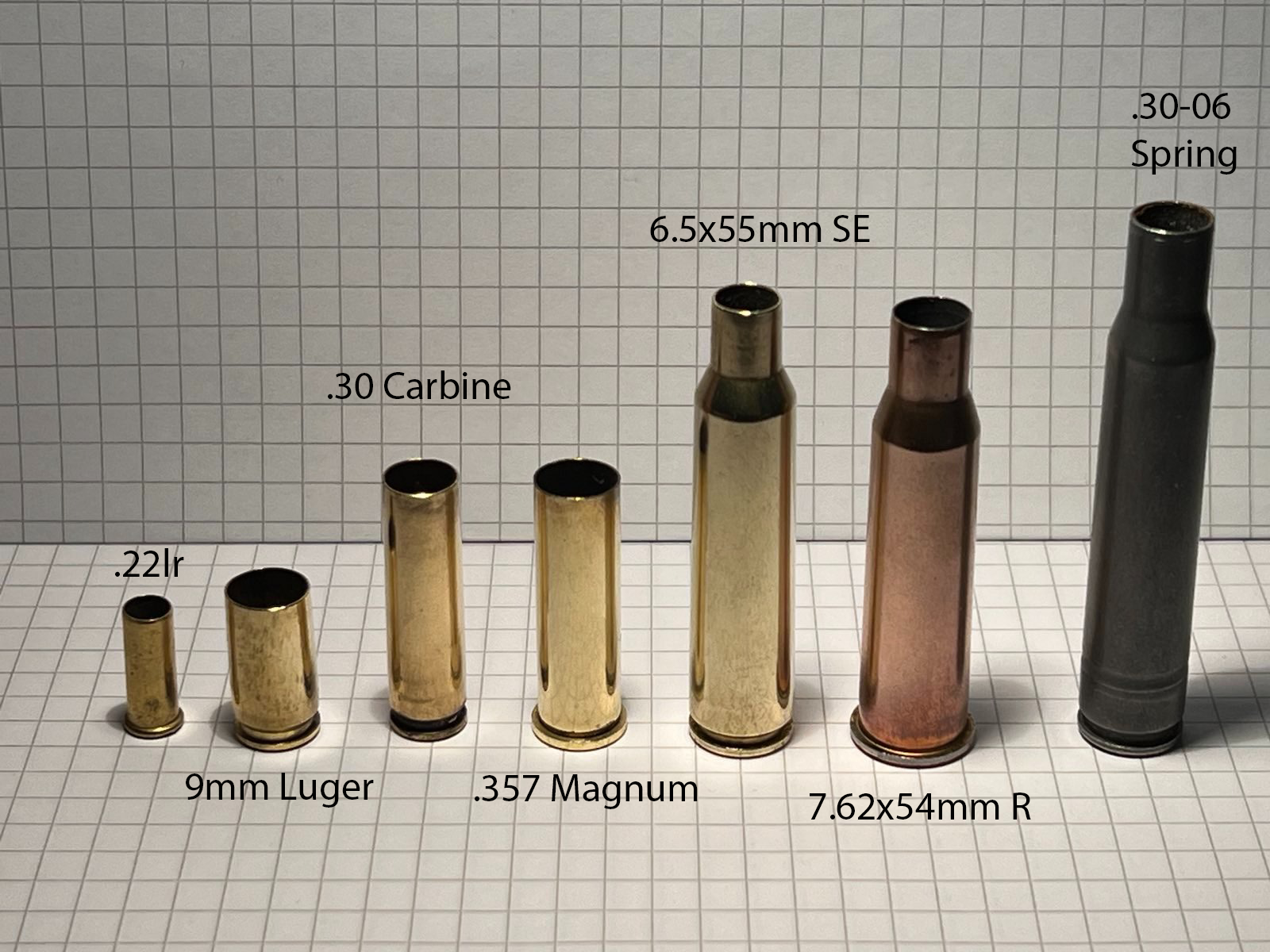
.30 Carbine im Vergleich mit anderen gängigen Kalibern
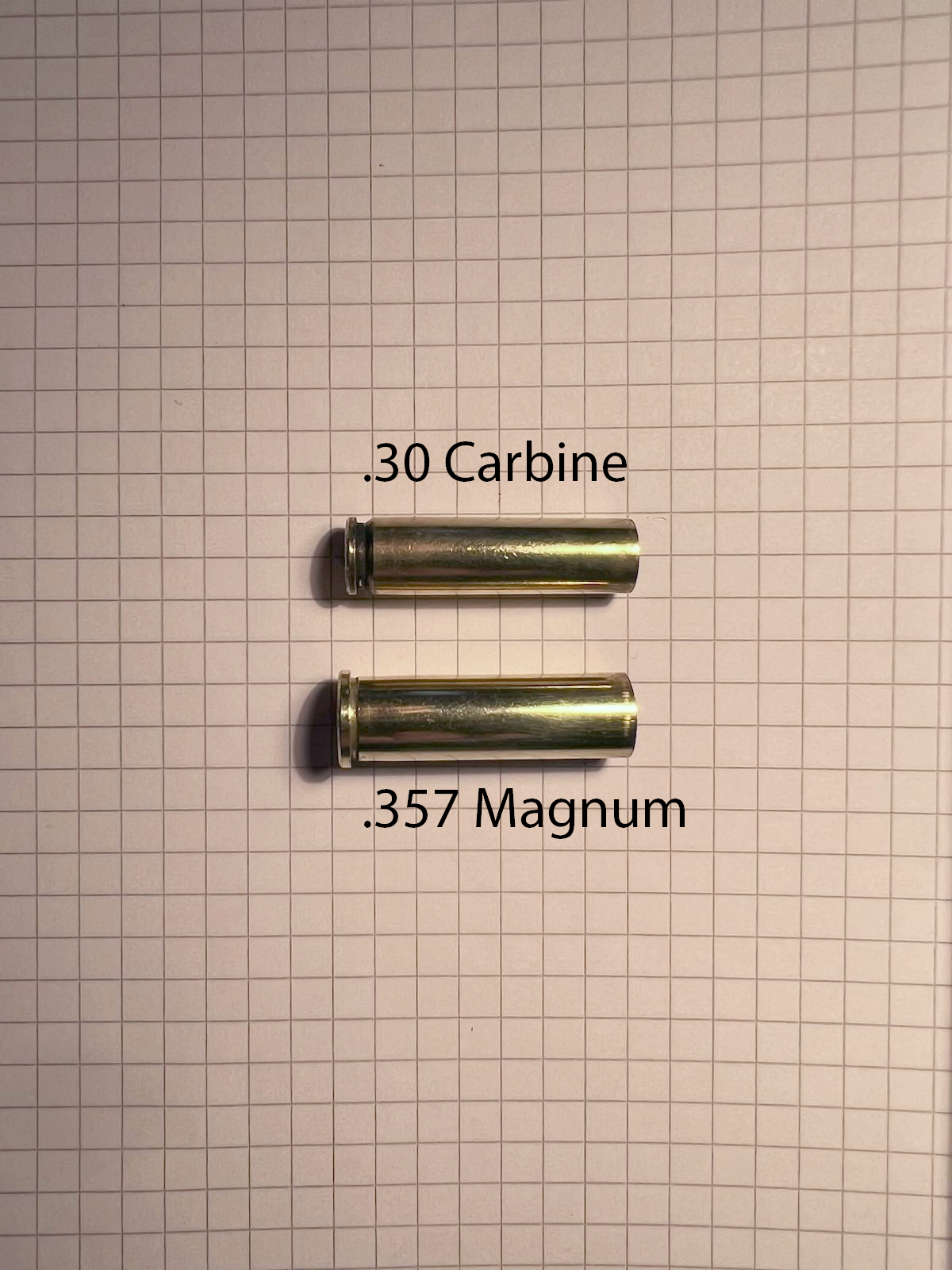
.30 Carbine Hülse im Vergleich mit einer .357 Magnum Hülse